# 2:22 (2017年電影)
《2:22》（英語：2:22）是一部2017年美國與澳大利亞合拍的驚悚片，由保羅·卡利執導，麥可·俞斯曼和泰瑞莎·帕瑪主演。電影定於2017年6月30日在美國上映和以隨選視訊（VOD）的方式發行，而臺灣也同樣於6月30日上映。

## 劇情
故事敘述狄倫·布蘭森是一名甘迺迪機場塔台的首席領航員，但他卻意外地發現每天都會發生離奇的情境重演現象，並正好在下午2點22分結束。當他遇見一名美麗的女性莎拉後，發覺他們竟然是同年同月同日生。當狄倫仔細觀察身邊發生的事情，更察覺他們每天的生活都重複這些奇怪事件。當狄倫找到塵封在家中已久的信件並細心研究，便開始發覺2:22的奧秘，他必須阻止所謂的「命中註定」，以保住第二次愛情來臨的機會。

## 演員
- 麥可·俞斯曼 飾 狄倫·布蘭森：紐約航空基地台的首席領航員[3]。
- 泰瑞莎·帕瑪 飾 莎拉：在藝廊工作的員工。
- 山姆·雷德 飾 強納斯：莎拉的前男友[4]。
- 梅芙·德莫迪（英语：Maeve Dermody） 飾 姍迪：狄倫的前女友。

## 製作
《2:22》由Pandemonium Films的比爾·麥康尼克、Walk The Walk Entertainment的史蒂芬·許倫斯基、Lightstream Pictures的保羅·庫瑞擔任監製，並由他們各自的公司共同出資製作；而Lightstream的蓋勒特·凱勒赫和Flywheel Entertainment的賈姬·歐蘇利文也加入擔任監製。電影主要於澳大利亞拍攝。

## 外部連結
- 互联网电影数据库（IMDb）上《2:22》的资料（英文）